# Гемато-ретинальний бар'єр

Будова щільного контакту

Гемато-ретинальний бар’єр — це частина гемато-офтальмічного бар’єру, який попереджує прониканню в тканину сітківки великих молекул з кровоносних судин.
Існує зонішній і внутрішній гемато-ретинальний бар'єр:
- Внутрішній гемато-ретинальний бар'єр утворюється щільними контактами ендотеліальних клітин судин сітківки, подібно до гемато-енцефалічного бар'єру (для внутрішніх шарів сітківки).

- Зовнішній гемато-ретинальний бар'єр підтримується головним чином пігментним епітелієм сітківки [1][2] (для зовнішніх шарів сітківки). Пігментний епітелій сітківки є посередником між хоріокапілярами судинної оболонки і фоторецепторами.

## Діабетична ретинопатія
Діабетична ретинопатія — пошкодження ока що часто розвивається при цукрового діабету.  Гемато-ретинальний бар’єр при цьому стає більш проникним, що призводить до потрапляння в сітківку зайвих речовин.